# Zahn um Zahn (1985)
Zahn um Zahn ist ein deutscher Kinofilm von Hajo Gies aus dem Jahr 1985, der auf der bekannten Fernsehreihe Tatort beruht. Die Hauptrolle des Kriminalhauptkommissars Horst Schimanski spielte Götz George. Der Titelsong Faust auf Faust wurde von Klaus Lage gesungen. Drehorte waren die Städte Duisburg und Marseille. Anlässlich des 40. Sendejubiläums des Duisburger Tatorts strahlte der WDR am 4. Januar 2022 eine in HD abgetastete und digital restaurierte Folge aus.

## Handlung
Der Abriss einer Wohnsiedlung der Grassmann-Werke führt in Duisburg zu gewalttätigen Ausschreitungen. In einer der Wohnungen wird Grassmanns Mitarbeiter Alf Krüger mit seiner Familie  erschossen aufgefunden. Die Polizei geht zunächst von einem Familiendrama mit erweitertem Suizid aus; auffallend ist jedoch, dass Krügers jüngste Tochter überlebt hat, weil sich das Mädchen unter dem Wohnzimmertisch versteckt hatte.
Krüger war zehn Tage vor seinem Tod als Buchhalter von Grassmann fristlos entlassen worden. Kriminalhauptkommissar Horst Schimanski, der den Toten aus der Schulzeit kannte, fährt auf eigene Faust zu Grassmann, der behauptet, Krüger habe 80.000 DM unterschlagen, was Schimanski seinem korrekten Schulfreund nicht zutraut. Es kommt zu einem Streit, in dessen Verlauf Schimanski handgreiflich wird und das Haus wütend verlässt. Daraufhin wird er vom Dienst suspendiert.
Zur selben Zeit ist die Schimanski nicht unbekannte Journalistin Ulli im selben Fall tätig. Sie bricht in Krügers Wohnung ein, um nach Anhaltspunkten für seinen Selbstmord zu suchen. Als sie glaubt, fündig geworden zu sein, und einige Akten aus der Wohnung mitnehmen will, begegnet ihr Schimanski. Dieser fordert sie auf, sich aus dem Fall herauszuhalten; später stellt sich heraus, dass Ulli fast immer einen Schritt schneller ist als er. Auch Schimanski bekommt Einsicht in Krügers Akten, in denen eine Firma Delattre aus Marseille auftaucht.
Schimanski reist auf eigene Faust nach Marseille, um eine Kontaktperson namens Kremer zu treffen, die ihm Informationen über eine angebliche Zusammenarbeit zwischen den Grassmann- und den Delattre-Werken geben soll. Bevor Schimanski in Marseille an die Informationen herankommt, findet er den Kontaktmann ermordet in dessen Hotelzimmer auf. Unmittelbar darauf trifft die französische Polizei ein und hält den suspendierten Schimanski für den Hauptverdächtigen. Er wird jedoch zunächst wieder auf freien Fuß gesetzt, darf jedoch Marseille nicht verlassen, was seine Ermittlungen erheblich beeinträchtigt. Kurze Zeit später begegnet er Ulli, die ihre Recherchen ebenfalls in Marseille fortführt. Sie fahren gemeinsam zu den Delattre-Werken und entführen den Direktor. Sie finden heraus, dass der Direktor Besuch von Alf Krüger hatte. Im Laufe des Gesprächs erfahren sie eine der Adressen von Frederic Delattre. Sie wollen ihn persönlich kennenlernen; Ulli fährt jedoch alleine hin und lässt Schimanski zurück, dieser kommt zu Fuß nach. An der Pforte der Villa Delattre trifft Schimanski auf den Hausverwalter Pierre Hacker, den er im Flugzeug nach Marseille bereits kennengelernt hat. Gerade als er ihn begrüßen will, wird Schimanski niedergeschlagen.
Schimanski und Ulli kommen in einer brennenden Scheune wieder zu sich, doch ihm gelingt es, sich und Ulli zu retten. Anschließend lassen sich die beiden im Pick-up eines Trödelhändlers zurück nach Marseille fahren. Während der Fahrt schlafen sie auf der Ladefläche miteinander. Sie werden jedoch von vier Franzosen verfolgt, die es auf Schimanski abgesehen haben. Als sie in einer Bar sitzen, bricht ein Streit aus. Ulli kann fliehen, Schimanski muss es jedoch mit den vier Franzosen aufnehmen, wobei einer von ihnen zu Tode kommt. Schimanski versucht zu fliehen, wird jedoch erneut von der Polizei gefasst.
Auf der Wache erfährt er, dass der Tote das Seepferdchen als Abzeichen einer kriminellen und einflussreichen Gruppe von Ex-Fremdenlegionären auf dem Oberarm trägt, deren Chef Delattre persönlich ist. Durch seine unbedarfte Einmischung habe Schimanski jahrelange verdeckte Ermittlungsarbeit innerhalb dieser Gruppe zunichtegemacht. Die erboste Polizei lässt ihn abermals frei, weist ihn aber an, noch am selben Tag Marseille zu verlassen. Vor dem Polizeigebäude wartet Ulli auf ihn, gemeinsam fahren sie noch einmal zur Villa Delattre. Sie können sich Zutritt zur Villa verschaffen, in der sie Fotos und Verträge finden. Ein Foto schockiert Schimanski: Frederic Delattre ist darauf zwar nur von hinten in einer Uniform zu sehen, doch ihm gegenüber steht Wilhelm Krüger, der Vater des toten Alf Krüger. Ulli hingegen entwendet einen Vertrag, in dem dokumentiert ist, dass die Grassmann-Werke schon längst an Delattre verkauft worden sind und das Werk in Duisburg geschlossen werden soll. Die beiden erfahren, dass Alf Krüger genau das erfahren hatte und sterben musste, weil er damit drohte, an die Öffentlichkeit zu gehen.
Als sie die Villa verlassen wollen, werden sie von Pierre Hacker überrascht, der mit einem Gewehr auf sie schießt. Sie können ihn überwältigen und transportieren ihn im Kofferraum ihres Leihwagens nach Duisburg. Eine Gegenüberstellung mit Wilhelm Krüger und dem hinterbliebenen Mädchen ergibt eindeutig: Hacker ist der Mörder von Alf Krüger und seiner Familie. Da Hacker ebenfalls das Seepferdchen am Oberarm trägt, ist klar, dass sein Auftraggeber Delattre war. Als Schimanski und Hacker das Haus verlassen und durch die dunkle, menschenleere Straße gehen, wird Hacker aus dem Hinterhalt mit einem gezielten Kopfschuss hingerichtet. Noch bevor Schimanski fassen kann, was passiert ist, fährt ein Polizeiwagen vor. Die Beamten wollen ihn verhaften. Er kann jedoch erneut fliehen und verbringt die Nacht unentdeckt in der Lackiererei seines alten Freundes Manni.
Am nächsten Morgen sucht Schimanski seine Stammkneipe auf, in der er auf Wilhelm Krüger trifft, der ihm bestätigt, dass er mit Hacker seinerzeit in der gleichen Einheit bei der Fremdenlegion gedient hat. Krüger weigert sich jedoch, Delattre auf dem Foto aus der französischen Villa zu identifizieren. Es wird klar, dass Krüger Hacker nachts zuvor erschossen hat und es nun auch auf Delattre abgesehen hat, um den Mord an seinem Sohn zu sühnen. Schimanski muss unverrichteter Dinge und ohne weitere Informationen wieder abziehen, begegnet danach jedoch Ulli wieder, die ihm mitteilt, dass sie einen Interviewtermin mit Delattre habe – Grassmann habe ihn vermittelt. Schimanski hat einen Verdacht und warnt sie eindringlich, nicht zu Grassmanns Zweitanwesen zu fahren. Entgegen seiner Bitte tut sie es doch – Schimanski fährt ihr nach. Ulli klopft an die Tür; als jedoch auch nach wiederholtem Klopfen niemand öffnet, zieht sie die Tür auf und löst eine Explosion aus. Schimanski, der einen Augenblick später am Ort des Geschehens eintrifft, eilt sofort zu ihr, schwer verletzt stirbt Ulli allerdings in seinen Armen.
Verzweifelt läuft Schimanski nun durch die Trümmer des Hauses und sieht sich um. Er findet die Fotoaufnahme aus der Villa Delattre, aufgenommen aus einer anderen Perspektive; der Mann in Uniform gegenüber von Krüger senior ist Grassmann selbst. Voller Hass fasst er den Entschluss, zu Grassmann nach Hause zu fahren und die Sache zu Ende zu bringen. Er stört eine Festlichkeit und tritt in blutverschmierter Jacke dem elegant gekleideten Grassmann gegenüber. Als dieser zugibt, Delattre zu sein, den Mord an Alf Krüger und seiner Familie angeordnet und auch Ulli umgebracht zu haben, zieht Schimanski seine Waffe und richtet sie auf Grassmanns Kopf. Im nächsten Moment fällt ein Schuss, Grassmann bricht mit einer Kopfwunde zusammen. Doch es war nicht Schimanski, der geschossen hat, sondern Krüger senior. Als letzten Beweis, dass er sich nicht getäuscht hat, reißt Schimanski das Hemd des sterbenden Grassmann auf; man sieht das Abzeichen von Delattres Einheit.
In der letzten Szene wandern Schimanski und Wilhelm Krüger am Rhein entlang und sprechen über Krügers alten Karabiner und darüber, dass der Rhein nichts mehr herausgibt. Es wird dadurch deutlich, dass Schimanski über Krügers Taten Stillschweigen bewahren wird.

## Hintergrund
Zahn um Zahn wurde von der Bavaria Atelier GmbH für den WDR produziert. Es handelt sich um die 200. Folge der Tatort-Reihe und den ersten ARD-Krimi, der speziell fürs Kino hergestellt wurde. Der Film wurde erst am 27. Dezember 1987 als offizielle Tatort-Folge im Fernsehen gezeigt. 1987 folgte der zweite Tatort-Kinofilm Zabou. Hajo Gies führte bei zwölf der 29 anderen Tatorte mit dem Duo Schimanski/Thanner Regie. Die Schauspieler Charles Brauer und Martin Lüttge spielten später selbst Tatort-Kommissare, Lüttge beerbte als Kommissar Flemming mit seinem Team unmittelbar Schimanski und Thanner als Ermittler im WDR-Sendegebiet.
Der Film musste nachträglich gekürzt werden, da es zu einer Schleichwerbung gekommen war; in auffälliger Weise wurden in mehreren Szenen Hustenbonbons der Marke Paroli platziert, für die George seinerzeit auch in einer an die von ihm dargestellte Figur Schimanski stark angelehnten Weise Werbung machte. Belassen wurde hingegen die auffällige Produktplatzierung mit der Zigarettenmarke Marlboro, die von Ulli geraucht wird und in sehr vielen Szenen deutlich in Form von Außenwerbung auftaucht.
Der Song Faust auf Faust erreichte Ende 1985 Platz zehn der deutschen Charts. Im Gegensatz zum zweiten Kinofilm Zabou hat Zahn um Zahn keinen eigenständigen Soundtrack. Ein Zusammenschnitt der Filmmusik von Zahn um Zahn in 11-minütiger Länge findet sich auf der B-Seite der Klaus Lage Band 12″-Maxi-Single Stille Wasser von 1985. Auf der gleichnamigen 7″ Single ist der Titel Universum auf der B-Seite.

## Kritik
„Überzeugender, rasant inszenierter Actionfilm mit guten Darstellern und Sinn für Atmosphäre und Witz. Insgesamt solide Unterhaltung ohne sonderlichen Tiefgang.“